# Orchestre symphonique bohémien de Prague

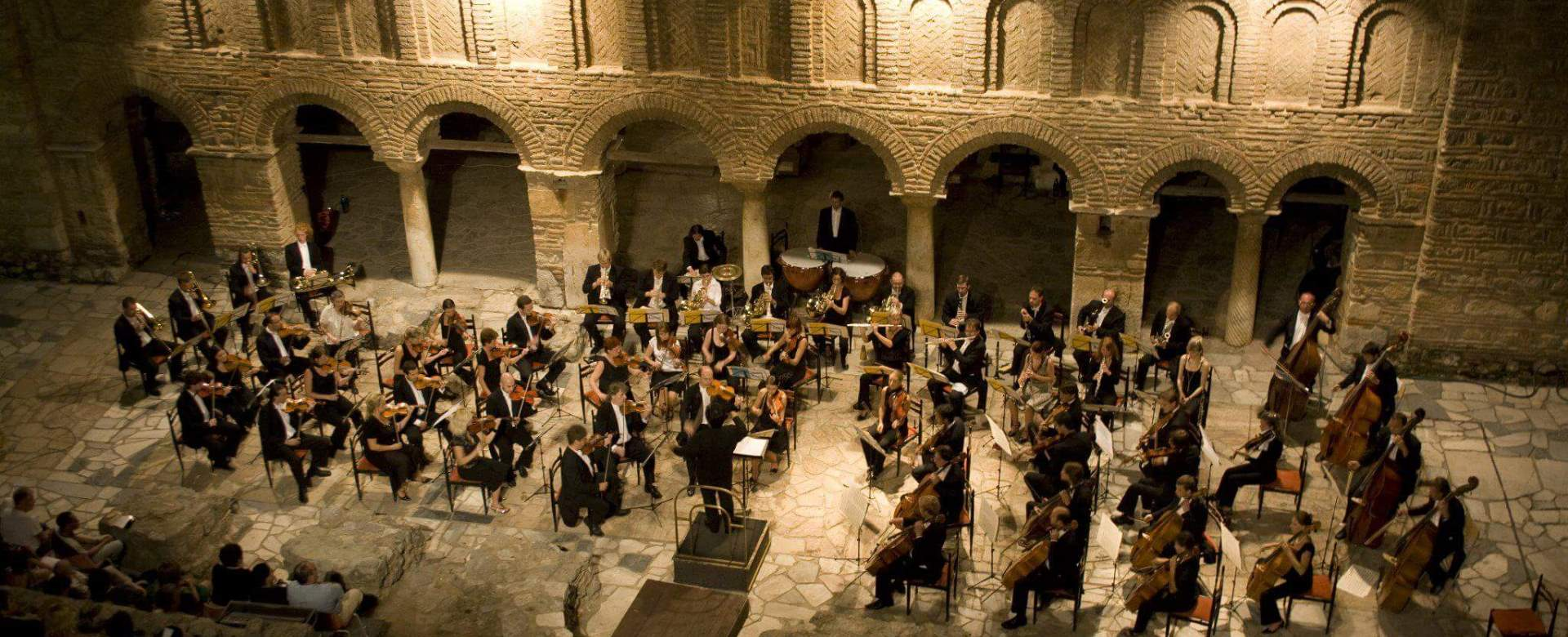
Concert de l'Orchestre symphonique bohémien de Prague à Ohrid, Macédoine, 2008

L’Orchestre symphonique bohémien de Prague est un orchestre basé à Prague en République tchèque.  Il a été créé en 2000 par Martin Šanda et sa formation de base est composée de 70 musiciens. 
Depuis 2009, l'orchestre est dirigé par le chef d'orchestre David Lukáš.